# Saint-Julien (Var)
Saint-Julien is een gemeente in het Franse departement Var (regio Provence-Alpes-Côte d'Azur) en telt 1569 inwoners (2004). De plaats maakt deel uit van het arrondissement Brignoles.

## Geografie
De oppervlakte van Saint-Julien bedraagt 76,6 km², de bevolkingsdichtheid is 20,5 inwoners per km².
De onderstaande kaart toont de ligging van Saint-Julien (Var) met de belangrijkste infrastructuur en aangrenzende gemeenten.

## Demografie
Onderstaande figuur toont het verloop van het inwonertal (bron: INSEE-tellingen).
1. ↑  Populations de référence 2022.